# Політична партія «Велика Україна»
Політична партія «Велика Україна» — політична проросійська партія в Україні. Заснована у вересні 2006 року. Зареєстрована 15 вересня 2006 року.
На засновницьких зборах 15 вересня 2006 року головою партії обраний Гекко (Беркут) Ігор Віталійович. Організація представлена у 19 областях і АР Крим.
Партія виступає проти професійної (контрактної) армії України, проти вступу України до НАТО, за перебування Чорноморського флоту Росії в Криму, за відновлення смертної кари, за негайну депортацію нелегальних мігрантів з території України. Керівник партії неодноразово виказував свої симпатії терористам так званої «Новоросії» та схвалює окупацію Криму Росією, а також не дуже приховує свої антиукраїнські погляди
Одна з ідей партії — стягнення з українських заробітчан 30%-й податок при в'їзді до України.